# Yvonne Twining Humber
Yvonne Twining Humber (1907–2004) foi uma artista americana. Nasceu na cidade de Nova York e cresceu na Europa e na Nova Inglaterra, onde recebeu a sua primeira instrução em arte em South Egremont, MA.
O seu trabalho encontra-se incluído nas colecções do Museu de Arte de Seattle, da Galeria Nacional de Arte, em Washington, do Museu Smithsoniano de Arte Americana e do RISD Museum.